# 机器人学习
机器人学习（英語：Robot learning）是机器人学和机器学习的交叉研究领域。较之其他机器学习算法的应用领域，机器人系统具有训练成本高、包括传感器在内的硬件限制、与外界进行物理交互、交互环境持续动态变化等难点，因而对机器人学习提出了特定的要求。
目前，对于机器人学习算法的涵盖范围，各研究组织没有统一界定，有的认为机器人学习旨在设计算法使得各类机器人本体实现“学习”，有的则认为将各类机器学习算法集成于机器人上都算作机器人学习。同此随着机器学习领域的快速发展，机器人学习也不断出现新的研究方向。

## 研究方向
对于机器人学习，IEEE机器人和自动控制协会下属的机器人学习技术委员会总结的研究方向为：
- 学习机器人本体、机器人任务或机器人环境的模型
- 学习下至传感器、电机等硬件，上至抽象任务的层次表示
- 使用模仿学习（imitation learning）或强化学习的方法来学习机器人的任务决策或控制策略
- 将学习算法与机器人本体的控制架构结合
- 使用统计推断方法分析多模态传感器信息
- 对机器人的时空信息进行表征学习
- 发展型机器人（英语：Developmental robotics）和基于进化算法的机器人学习

自2017年起，Sergey Levine（加州伯克利）、肯·戈德堡（加州伯克利）、Vincent Vanhoucke（谷歌大脑）等一众高校和研究所学者开始组织机器人学习会议（英語：Conference on Robot Learning），其中第一届的征稿主题范围包括：
- 强化学习
- 模型学习和控制
- 状态估计；地图构建；计算机视觉
- 多模态感知与传感器融合
- 基于学习的人与机器人交互；处理自然语言指令
- 在机械臂、移动机器人、自动驾驶、无人机等领域的应用
- 仿生学习与控制